# Valeriya Korotenko
Valeriya Korotenko (Baku, 29 gennaio 1984) è un'ex pallavolista azera.
Ha giocato nel ruolo di libero.

## Carriera
La carriera da professionista di Valeriya Korortenko inizia nel 2000 tra le file del Lokomotiv Bakı Voleybol Klubu. Un anno dopo, viene acquistata dall'Azərreyl Voleybol Klubu con il quale rimane per cinque stagioni e mezzo, vincendo altrettanti campionati. Nel 2005 ottiene la sua prima convocazione in nazionale e partecipa nello stesso anno al campionato europeo, conquistando un sorprendente quarto posto e venendo premiata come miglior libero.
A metà della stagione 2006-07 si trasferisce in Svizzera per giocare nel Volleyballclub Voléro Zürich: nei pochi mesi trascorsi a Zurigo, vince sia il campionato che la coppa nazionale.
Nel 2007 torna nuovamente all'Azərreyl Voleybol Klubu, ma anche questa volta cambia maglia a metà stagione: viene ceduta alla squadra turca del Fenerbahçe Spor Kulübü, in cui resta a giocare anche nella stagione successiva: con il club di Istanbul riesce ad aggiudicarsi il campionato turco e giunge fino in semifinale nella Coppa CEV 2008-09, manifestazione nella quale riceve il premio come migliore ricevitrice.
Al termine dell'esperienza in Turchia, torna ancora una volta, nella stagione 2009-10 a giocare nell'Azərreyl Voleybol Klubu, con cui vince la Coppa dell'Azerbaigian, mentre nel 2011 vince la Challenge Cup.
Dopo una pausa di due annate per maternità, nel campionato 2015-16 fa ritorno all'Azərreyl Voleybol Klubu, vincendo nuovamente lo scudetto e venendo premiata come miglior libero del torneo; con la nazionale si aggiudica la medaglia d'oro all'European League 2016.

## Palmarès

### Club
- Campionato azero: 5

2002-03, 2003-04, 2004-05, 2005-06, 2015-16
- Campionato svizzero: 1

2006-07
- Campionato turco: 1

2008-09
- Coppa dell'Azerbaigian: 1

2009-10
- Coppa di Svizzera: 1

2006-07
- Challenge Cup: 1

2010-11

### Nazionale (competizioni minori)
- European League 2016

### Premi individuali
- 2005 - Campionato europeo: Miglior libero
- 2007 - Torneo di qualificazione al World Grand Prix 2008: Miglior difesa
- 2009 - Coppa CEV: Miglior ricevitrice
- 2013 - Superliqa: Miglior difesa
- 2016 - Superliqa: Miglior libero
- 2017 - Campionato europeo: Miglior libero